# Faissal Boulakjar
 (juin 2021).
Faissal Boulakjar, né le 28 avril 1979 à Tifarouine (Maroc), est un homme politique néerlando-marocain. Entrant à la Seconde Chambre des États généraux à la suite des élections législatives de 2021 pour Démocrates 66, il a également occupé le poste de membre du conseil municipal de la ville de Bréda.

## Biographie
Faissal Boulakjar naît dans le village marocain de Tifarouine dans la province d'Al Hoceïma.  Il a trois frères et trois sœurs. En 1983, sa famille émigre aux Pays-Bas. Son père travaillait depuis 1966 dans une fabrique de Nibb-it. Boulakjar grandit dans le quartier Heudsenhout à Bréda et fait ses études dans le collège Olof/Florijn.
Activiste pro-populisme, il intègre le groupe politique Démocrates 66 en 2009 avant d'être choisi en 2014 comme membre du conseil municipal dans la ville de Bréda. Lors des élections régionales de 2018, Boulakjar est élu comme troisième candidat de Démocrates 66 et devient le porte-parole du climat et de la sécurité. Boulakjar est le meneur de la campagne de Démocrates 66 lors de trois élections qui ont eu lieu entre 2018 et 2019.
Lors des élections législatives de 2021, il atteint la seizième place des candidats de Démocrates 66. Lors de ces élections, Démocrates 66 obtient 24 sièges. Boulakjar reçoit 2.875 votes. Dans la seconde chambre des états généraux, Faissal Boulakjar devient après les élections législatives de 2021 un membre de la commission des affaires intérieures, de l'infrastructure et de l'agriculture.